# Henri Heidsieck
Henri Heidsieck, né le 8 décembre 1947 à Reims ,est un animateur et réalisateur de films d'animation français.

## Filmographie - Réalisateur
Courts-métrages d'animation
- 1973 : Tant qu'il y aura des feuilles
- 1976 : Dé profondis
- 1978 : Une si jolie petite guerre
- 1985 : Spirale
- 1986 : La Montagne du Loup
- 1987 : 85° Sud

Séries d'animation
- 1990 : Les Histoires de la maison bleue

Téléfilms d'animation / Spéciaux-TV
- 1994 : La Merveilleuse Histoire de Noël
- 1994 : Le Père-Noël et les Enfants du désert
- 1995 : Le Père-Noël et le magicien
- 2000 : Le Tour du monde en 80 jours
- 2001 : Un cadeau pour Sélim
- 2004 : L'Oiseau Do
- 2005 : Petit Wang

## Filmographie - Assistant Réalisateur
Longs métrages d'animation
- 2004 : L'Île de Black Mór - de Jean-François Laguionie
- 2008 : Kérity, la maison des contes - de Dominique Monfery

Séries d'animation
- 1993 : Souris Souris - de Vincent Montluc
- 1996 : Romuald le renne - de Wayne Thomas

## Filmographie - Animateur
Longs métrages d'animation
- 1985 : Gwen, le livre de sable - de  Jean-François Laguionie
- 1999 : Le Château des singes - de  Jean-François Laguionie

## Récompenses
- 1996 : prix pour un spécial TV pour Petit Wang au Festival d'Annecy [3]